# Жихлин
Жихлин (пољ. Żychlin) град је у Пољској у Војводству лођском. По подацима из 2012. године број становника у месту је био 8688.

## Становништво
| 2012. |
| ----- |
| 8.688 |